# Ogden (Kansas)
Ogden – miasto w Stanach Zjednoczonych, w północno-wschodniej części stanu Kansas, w hrabstwie Riley. Około 2 tys. mieszkańców.